# Алекс О'Лафлин
Алекс О'Лафлин (на английски: Alex O'Loughlin /oʊˈlɒklɪn/; роден на 24 август 1976 г.) е австралийски актьор.
Най-известен е с ролята си на Стийв Макгарет в сериала „Хавай 5-0“. Участва и във филмите „Фермер на стриди“ и „План Б“.

## Личен живот
О'Лафлин има обсесивно-компулсивно разстройство през ранните си години.
Има дете от жена, с която вече няма връзка. През 2009 г. се разделя с дългогодишната си приятелка Холи Валанс. Има един син от Малия Джоунс, роден през 2012 г. Жени се за нея в Хавай на 18 април 2014 г.